# Comacris semicarinatus
Comacris semicarinatus är en insektsart som först beskrevs av Gerstaecker 1869.  Comacris semicarinatus ingår i släktet Comacris och familjen gräshoppor. Inga underarter finns listade i Catalogue of Life.